# Aschbach (Westpfalz)
Aschbach ist eine Ortsgemeinde im Landkreis Kusel in Rheinland-Pfalz. Sie gehört der Verbandsgemeinde Lauterecken-Wolfstein an.

## Geographie
Der Ort liegt nördlich des Königsbergs im Nordpfälzer Bergland.

## Geschichte
Aschbach wurde 1250 erstmals urkundlich erwähnt. Im 14. Jahrhundert gehörten die beiden Dörfer Ober- und Unteraschbach zum Amt Nerzweiler. Oberaschbach ging in den nächsten Jahrhunderten ein, so dass nur noch ein Aschbach im Jahre 1755 von Zweibrücken an den Rheingrafen Karl Walram von Grumbach ging. Zuvor herrschten hier die Wild- und Rheingrafen von Kyrburg und ab 1595 die Herzöge von Pfalz-Zweibrücken.

## Politik

### Bürgermeister
Birgit Wamsbach wurde im Juni 2019 Ortsbürgermeisterin von Aschbach. Da bei der Direktwahl am 26. Mai 2019 kein Bewerber angetreten war, erfolgte die anstehende Wahl des Bürgermeisters gemäß Gemeindeordnung durch den Rat. Er entschied sich für Birgit Wamsbach. Ihre Vorgänger waren der seit dem Jahr 2007 amtierende Herbert Mäurer, der aus gesundheitlichen Gründen bei der Kommunalwahl 2019 nicht mehr angetreten war, und Peter Willrich. Bei der Direktwahl am 9. Juni 2024 wurde Wamsbach mit 73,3 % ohne Gegenkandidaten in ihrem Amt bestätigt.

## Verkehr
Im Osten verläuft die Bundesstraße 270. In Reckweilerhof ist ein Bahnhof der Lautertalbahn.